# Mistrzostwa Polski Seniorów w Lekkoatletyce 1952
28. Mistrzostwa Polski Seniorów w Lekkoatletyce – zawody, które rozgrywane były we Wrocławiu na stadionie Gwardii Wrocław między 14 a 17 sierpnia 1952.

## Rezultaty
| NR – rekord Polski \| SB – najlepszy wynik w sezonie \| PB – rekord życiowy |

### Mężczyźni
| Konkurencja:                  | 1. miejsce                                                                          | Rezultat | 2. miejsce                                                                                | Rezultat | 3. miejsce                                                                      | Rezultat |
| Bieg na 100 m                 | Emil Kiszka Unia Krywałd                                                            | 10,8     | Zdobysław Stawczyk AZS Poznań                                                             | 10,9     | Zygmunt Buhl Gwardia Kraków                                                     | 11,0     |
| Bieg na 200 m                 | Gerard Mach Budowlani Gdańsk                                                        | 22,1     | Wiesław Holajn AZS Rokitnica                                                              | 22,5     | Andrzej Wójtowicz Spójnia Warszawa                                              | 22,6     |
| Bieg na 400 m                 | Gerard Mach Budowlani Gdańsk                                                        | 49,3     | Wiesław Werbliński Budowlani Warszawa                                                     | 49,6     | Hubert Gralka Górnik Zabrze                                                     | 50,2     |
| Bieg na 800 m                 | Roman Korban Spójnia Gdańsk                                                         | 1:54,3   | Edmund Potrzebowski AZS Szczecin                                                          | 1:54,7   | Tadeusz Bartecki Stal Poznań                                                    | 1:55,0   |
| Bieg na 1500 m                | Edmund Potrzebowski AZS Szczecin                                                    | 3:54,4   | Włodzimierz Kiełczewski OWKS Lublin                                                       | 3:55,0   | Mieczysław Lewicki Kolejarz Toruń                                               | 3:56,2   |
| Bieg na 5000 m                | Alojzy Graj Gwardia Warszawa                                                        | 14:56,6  | Zdzisław Krzyszkowiak CWKS Warszawa                                                       | 14:57,0  | Mieczysław Lewicki Kolejarz Toruń                                               | 15:05,2  |
| Bieg na 10 000 m              | Jan Szwargot OWKS Warszawa                                                          | 31:10,4  | Mieczysław Szewczyk Włókniarz Łódź                                                        | 32:40,2  | Józef Russek Kolejarz Ostrów Wlkp.                                              | 32:49,2  |
| Bieg na 110 m przez płotki    | Edward Bugała OWKS Wrocław                                                          | 16,0     | Stanisław Kardaś CWKS Warszawa                                                            | 16,0     | Aleksander Ogłoblin CWKS Warszawa                                               | 16,2     |
| Bieg na 400 m przez płotki    | Marian Plewa OWKS Kraków                                                            | 55,4 SB  | Włodzimierz Puzio Gwardia Kraków                                                          | 55,8     | Hubert Gralka Górnik Zabrze                                                     | 56,7     |
| Bieg na 3000 m z przeszkodami | Jerzy Chromik OWKS Kraków                                                           | 9:19,0   | Stanisław Chomiczewski OWKS Wrocław                                                       | 9:26,0   | Jan Olesiński CWKS Warszawa                                                     | 9:38,4   |
| Sztafeta 4 × 100 m            | Spójnia Warszawa Andrzej Siennicki Ryszard Szczęsny Stefan Jarosz Andrzej Wójtowicz | 44,9     | Unia Łódź Ryszard Laskowski Zdzisław Jama Zygmunt Rożniata Roman Sułkowski                | 45,0     | AZS Szczecin Tadeusz Klusek Bolesław Pachół Kazimierz Poznański Edward Żujewicz | 45,4     |
| Sztafeta 4 × 400 m            | OWKS Kraków Stanisław Wałek Marian Plewa Erwin Maćkowiak Edward Szmidt              | 3:25,8   | Gwardia Warszawa Lech Silski Andrzej Jackiewicz Mieczysław Długoborski Wiesław Werbliński | 3:27,0   | OWKS Wrocław Wiesław Nowosielski Edward Ciejko Józef Dąbrowski Bielecki         | 3:29,1   |
| Skok wzwyż                    | Kazimierz Fabrykowski AZS Gliwice                                                   | 1,82     | Zbigniew Lewandowski Budowlani Wrocław                                                    | 1,82     | Romuald Paprocki Ogniwo Warszawa                                                | 1,77     |
| Skok o tyczce                 | Zenon Ważny Ogniwo Warszawa                                                         | 4,00     | Andrzej Krzesiński Spójnia Gdańsk                                                         | 3,80     | Zbigniew Janiszewski OWKS Kraków                                                | 3,80     |
| Skok w dal                    | Henryk Grabowski CWKS Warszawa                                                      | 7,22     | Lech Sak AZS Olsztyn                                                                      | 6,95     | Zbigniew Iwański OWKS Kraków                                                    | 6,89     |
| Trójskok                      | Stanisław Kowal Ogniwo Warszawa                                                     | 14,58    | Jan Zdanowicz Górnik Wałbrzych                                                            | 14,43    | Hieronim Laurentowski AZS Poznań                                                | 14,17    |
| Pchnięcie kulą                | Tadeusz Krzyżanowski Spójnia Gdańsk                                                 | 14,83    | Józef Auksztulewicz CWKS Warszawa                                                         | 13,62    | Edward Adamczyk OWKS Wrocław                                                    | 13,50    |
| Rzut dyskiem                  | Tadeusz Andrzejczyk Gwardia Wrocław                                                 | 41,10    | Stanisław Żochowski OWKS Gdańsk                                                           | 40,77    | Edward Adamczyk OWKS Wrocław                                                    | 40,32    |
| Rzut młotem                   | Bogdan Masłowski Gwardia Bydgoszcz                                                  | 48,68    | Sławomir Zieleniewski Budowlani Gdańsk                                                    | 46,08    | Tadeusz Rut OWKS Wrocław                                                        | 45,70    |
| Rzut oszczepem                | Janusz Sidło Spójnia Gdańsk                                                         | 64,38    | Zbigniew Radziwonowicz Ogniwo Warszawa                                                    | 64,37    | Andrzej Walczak Stal Wrocław                                                    | 62,00    |
| Rzut granatem                 | Janusz Sidło Spójnia Gdańsk                                                         | 75,54    | Zbigniew Radziwonowicz Ogniwo Warszawa                                                    | 73,06    | Marian Dobija Gwardia Warszawa                                                  | 69,64    |

### Kobiety
| Konkurencja:              | 1. miejsce                                                              | Rezultat | 2. miejsce                                                                         | Rezultat | 3. miejsce                                                                   | Rezultat |
| Bieg na 100 m             | Maria Ilwicka AZS-AWF Warszawa                                          | 12,5     | Genowefa Minicka Budowlani Poznań                                                  | 12,6     | Barbara Lerczak AZS Poznań                                                   | 12,6     |
| Bieg na 200 m             | Eulalia Szwajkowska Gwardia Bydgoszcz                                   | 25,7     | Genowefa Minicka Budowlani Poznań                                                  | 25,8     | Elżbieta Bocian Budowlani Gdańsk                                             | 26,0     |
| Bieg na 400 m             | Michalina Piwowar Stal Katowice                                         | 1:00,0   | Bożena Pestka Spójnia Gdańsk                                                       | 1:00,2   | Konstancja Żakowska CWKS Warszawa                                            | 1:00,6   |
| Bieg na 800 m             | Bożena Pestka Spójnia Gdańsk                                            | 2:17,6   | Czesława Gryczka Stal Stalowa Wola                                                 | 2:20,0   | Konstancja Żakowska CWKS Warszawa                                            | 2:20,4   |
| Bieg na 80 m przez płotki | Barbara Maciejak AZS Poznań                                             | 13,0     | Teresa Białobrzeska Włókniarz Łódź                                                 | 13,1     | Janina Janiszewska Kolejarz Kraków                                           | 13,2     |
| Sztafeta 4 × 100 m        | OWKS Wrocław Maria Dukiel Eulalia Olejnik Irena Lenkiewicz Jadwiga Duch | 51,4     | Budowlani Gdańsk Honorata Gutkowska Halina Szwarc Elżbieta Czeszko Elżbieta Bocian | 51,5     | AZS-AWF Warszawa Maria Ilwicka Krystyna Kowalska Krystyna Kret Sonia Kruczek | 52,0     |
| Skok wzwyż                | Janina Janiszewska Kolejarz Kraków                                      | 1,48     | Bogumiła Herda Kolejarz Kraków                                                     | 1,48     | Elżbieta Duńska Spójnia Gdańsk                                               | 1,45     |
| Skok w dal                | Elżbieta Duńska Spójnia Gdańsk                                          | 5,62     | Maria Ilwicka AZS-AWF Warszawa                                                     | 5,49     | Irena Ignaszewska AZS Poznań                                                 | 5,24     |
| Pchnięcie kulą            | Magdalena Breguła Stal Katowice                                         | 12,64    | Maria Serkiz Włókniarz Zielona Góra                                                | 11,80    | Maria Ciach Włókniarz Tomaszów                                               | 11,64    |
| Rzut dyskiem              | Maria Wojnarowska Spójnia Gdańsk                                        | 39,15    | Felicja Królikowska Kolejarz Skierniewice                                          | 37,35    | Janina Szczerbowska Kolejarz Toruń                                           | 36,89    |
| Rzut oszczepem            | Maria Ciach Włókniarz Tomaszów                                          | 41,92    | Jadwiga Dobrzycka OWKS Lublin                                                      | 40,06    | Zofia Stańko AZS-AWF Warszawa                                                | 39,20    |
| Rzut granatem             | Maria Ciach Włókniarz Tomaszów                                          | 45,18    | Zofia Stańko AZS-AWF Warszawa                                                      | 43,31    | Zofia Kozłowska Spójnia Gdańsk                                               | 40,95    |

## Biegi przełajowe
24. mistrzostwa Polski w biegach przełajowych rozegrano 20 kwietnia w Kaliszu. Kobiety rywalizowały na dystansie 1,2 kilometra, a mężczyźni na 3,5 km i na 7 km.

### Mężczyźni
| Konkurencja:             | 1. miejsce                   | Rezultat | 2. miejsce                  | Rezultat | 3. miejsce                         | Rezultat |
| Bieg przełajowy (3,5 km) | Alojzy Graj Gwardia Warszawa | 11:01,2  | Jerzy Chromik Górnik Zabrze | 11:05,4  | Józef Kloc Ogniwo Rzeszów          | 11:10,4  |
| Bieg przełajowy (7 km)   | Jan Szwargot CWKS Warszawa   | 24:05,0  | Jan Olesiński CWKS Warszawa | 24:14,4  | Mieczysław Szewczyk Włókniarz Łódź | 24:18,2  |

### Kobiety
| Konkurencja:             | 1. miejsce                         | Rezultat | 2. miejsce                    | Rezultat | 3. miejsce                     | Rezultat |
| Bieg przełajowy (1,2 km) | Czesława Gryczka Stal Stalowa Wola | 4:24,6   | Teresa Przywara CWKS Warszawa | 4:38,4   | Wanda Borowska Gwardia Wrocław | 4:40,9   |

## Wieloboje
Mistrzostwa w pięcioboju mężczyzn i trójboju kobiet zostały rozegrane 27 lipca w Grudziądzu, a w dziesięcioboju mężczyzn i pięcioboju kobiet 27 i 28 września w Poznaniu.

### Mężczyźni
| Konkurencja:  | 1. miejsce                          | Rezultat     | 2. miejsce                          | Rezultat  | 3. miejsce                   | Rezultat  |
| Pięciobój     | Artur Będkowski Włókniarz Sosnowiec | 3200 pkt.    | Kazimierz Michałek Ogniwo Kraków    | 3049 pkt. | Jerzy Oberbek Spójnia Łódź   | 2834 pkt. |
| Dziesięciobój | Tadeusz Krzyżanowski Spójnia Gdańsk | 5937 pkt. SB | Artur Będkowski Włókniarz Sosnowiec | 5912 pkt. | Bolesław Pachół AZS Szczecin | 5428 pkt. |

### Kobiety
| Konkurencja: | 1. miejsce                          | Rezultat     | 2. miejsce                 | Rezultat  | 3. miejsce                           | Rezultat  |
| Trójbój      | Maria Serkiz Włókniarz Zielona Góra | 1592 pkt.    | Anna Hofmokl Unia Łódź     | 1325 pkt. | Helena Krogulecka LZS Somina-Rzeszów | 1323 pkt. |
| Pięciobój    | Genowefa Minicka Budowlani Poznań   | 2995 pkt. SB | Barbara Gaweł Stal Bielsko | 2504 pkt. | Alicja Miguła Spójnia Gdańsk         | 2310 pkt. |

## Bieg maratoński
Mistrzostwa Polski w biegu maratońskim mężczyzn rozegrano 28 września w Poznaniu.
| Konkurencja:    | 1. miejsce                   | Rezultat     | 2. miejsce                     | Rezultat  | 3. miejsce                         | Rezultat  |
| Bieg maratoński | Edwin Kozera Kolejarz Poznań | 2:52:27,2 SB | Winand Osiński Unia Szczecinek | 2:55:41,4 | Mieczysław Szewczyk Włókniarz Łódź | 2:59:34,4 |